# Premochtherus fuscifemoratus
Premochtherus fuscifemoratus là một loài ruồi trong họ Asilidae. Premochtherus fuscifemoratus được Macquart miêu tả năm 1838.